# 김혜나 (소설가)
김혜나(1982년 ~ )는 대한민국의 소설가, 작가이다.

## 생애
서울에서 태어나 청주대 국문과를 졸업했다. 장편소설 『제리』로 2010년 제34회 <오늘의 작가상>을 받으며 등단했다. 지은 책으로 장편소설 『제리』, 『정크』, 『나의 골드스타 전화기』, 소설집 『청귤』, 산문집 『나를 숨 쉬게 하는 것들』,  등이 있다. 요가 강사로도 활동하고 있다.

## 작품
- 2010년 장편소설 <제리> (민음사) ISBN 9788937483066
- 2012년 장편소설 <정크> (민음사) ISBN 9788937486418
- 2015년 산문집 <나를 숨 쉬게 하는 것들> ISBN 788960179431
- 2016년 장편소설 <나의 골드스타 전화기> ISBN 9788974331221
- 2018년소설집 <청귤> ISBN 9791188810635

## 상훈
- 2010년 - 제34회 <오늘의 작가상>
- 2016년 - 제4회 <수림문학상>